# Ambrosio Garbisu
Ambrosio Garbisu y Pérez (Bilbao, 1877 - Bayona (Francia), 1965) fue un político republicano español.
Miembro de Izquierda Republicana, lideró la formación azañista en Vizcaya durante buena parte de la Segunda República. Fue elegido concejal del ayuntamiento de Bilbao, ocupando la primera tenencia de alcaldía. Fue detenido en los sucesos de septiembre de 1934, cuando iba camino de la Asamblea de Zumárraga que presidió Indalecio Prieto. En 1936 fue elegido como compromisario para la elección del presidente de la República por la circunscripción de la ciudad de Bilbao. Durante la Guerra Civil fue Comisario de Abastos de Vizcaya en representación del Gobierno de Euzkadi. Exiliado en Francia, fue nombrado consejero sin cartera del Gobierno Vasco en el exilio desde 1952 hasta su fallecimiento, bajo la presidencia de José Antonio Aguirre y Jesús María de Leizaola.